# 宝幢寺 (加須市大越)
宝幢寺（ほうどうじ）は、埼玉県加須市にある真言宗豊山派の寺院。

## 歴史
承久年間（1219年 - 1222年）、円喜によって開山された。1865年（元治2年）の火災で多くの古文書を失ったため、詳細な由来は不明となっている。
1278年（弘安元年）に歓喜天を勧請して聖天堂が建てられた。近くを流れる利根川の上流に、現在の同県熊谷市の歓喜院（妻沼聖天山）があることから、それにあやかろうとして建てられたものと推測される。
江戸時代の本末制度において、当初は現在の京都府京都市右京区の仁和寺の末寺であったが後に真言宗豊山派に転宗している。

## 交通アクセス
- 羽生ICより車9分。